# Брег при Голем Брду
Брег при Голем Брду (словен. Breg pri Golem Brdu, итал. Breg di Collobrida) је насељено место у општини Брда, Горишка регија, Словенија.

## Историја
До територијалне реорганизације у Словенији био је у саставу старе општине Нова Горица.

## Становништво
У попису становништва из 2011. године, Брег при Голем Брду је имао 28 становника.
| Број становника према пописима | Број становника према пописима | Број становника према пописима |
| ------------------------------ | ------------------------------ | ------------------------------ |
| 1991                           | 2002                           | 2011                           |
| 29                             | 32                             | 28                             |

Напомена: До 1955. исказивано под именом Брег.